# Елюбаев, Оспанбай
Оспанбай Елюбаев (7 ноября 1911, с. Орталык, Джаркентский уезд, Семиреченская область, Российская империя — 8 ноября 1984, Алма-Ата) — советский государственный деятель. Нарком и министр социального обеспечения Казахской ССР. Участник Великой Отечественной войны.

## Биография
Родился 7 ноября 1910 года в ауле Орталык Джаркентского уезда Семиреченской области в семье батрака. Воспитанник Джаркентского и Алма-Атинского детских домов (1920–1928).
В 1928–1932 годах учился в Алма-Атинском сельскохозяйственном техникуме.
В 1935–1936 годах прошёл одногодичные курсы работников народного образования в Ленинграде.
В 1953–1955 годах учился в Казахском сельскохозяйственном институте.
В 1932–1934 годах работал инспектором по политико-просветительной работе в Наркомате просвещения Казахской АССР.
В 1934–1937 годах занимал должность заведующего Гурьевским городским отделом народного образования.
В 1937–1939 годах был заведующим партийным кабинетом, затем заведующим отделом пропаганды и агитации Гурьевского горкома КП(б)К.
С 1939 года — секретарь Гурьевского горкома КП(б)К.
В октябре 1942 года был призван в РККА, служил на Сталинградском, Донском и Степном фронтах. В ходе службы был офицером 71-го кавалерийского полка 61-й армии, участвовал в обороне Сталинграда.
С апреля 1943 по март 1946 года — нарком социального обеспечения Казахской ССР. После реорганизации с марта по июль 1946 года — министр социального обеспечения Казахской ССР.
В 1946–1955 годах занимал должность заместителя управляющего делами Совета Министров Казахской ССР.
В 1955–1971 годах был начальником отдела обучения, трудового устройства и социальных учреждений Министерства социального обеспечения Казахской ССР.
После выхода на пенсию в 1971 году Елюбаев продолжил вести общественную деятельность.
Скончался 8 ноября 1984 года, похоронен на Кенсайском кладбище.

### Награды
- Орден Отечественной войны II степени (1942)
- Орден Трудового Красного Знамени
- Медаль «За оборону Сталинграда»
- Медаль «За победу над Германией в Великой Отечественной войне 1941–1945 гг.»